# Ricardo Rodríguez Álvarez
Ricardo Rodríguez Álvarez, conegut com a Calo, (Lleó, 12 d'octubre de 1918 - Lleó, 8 de maig de 1980) fou un futbolista espanyol de les dècades de 1940 i 1950.

## Trajectòria
Era germà del també futbolista César Rodríguez Álvarez, però a diferència d'aquest, que jugava com a davanter, Calo jugava a la posició de defensa. L'any 1944 fou fitxat pel FC Barcelona, provinent de la Cultural Leonesa. Romangué al Barça sis temporades, fins al 1950, però mai fou titular indiscutible. En aquests anys guanyà tres lligues i una Copa Llatina com a títols més importants. Jugà al Reial Saragossa entre 1950 i 1953. A continuació jugà dues temporades a la UE Lleida i acabà la seva carrera a la Cultural Leonesa, club amb el qual jugà a primera divisió.

## Palmarès
- Lliga espanyola:
  - 1944-45, 1947-48, 1948-49
- Copa Llatina:
  - 1948-49
- Copa d'Or Argentina:
  - 1945-46
- Copa Eva Duarte:
  - 1948-49